# Scrupocellaria inermis
Scrupocellaria inermis is een mosdiertjessoort uit de familie van de Candidae. De wetenschappelijke naam van de soort is voor het eerst geldig gepubliceerd in 1867 door Norman.